# 냐람고산밭쥐
냐람고산밭쥐 또는 녜라무고산밭쥐(Neodon nyalamensis)는 비단털쥐과에 속하는 설치류의 일종이다. 티베트의 토착종이다. 완모식표본의 머리부터 몸까지 길이는 106mm, 꼬리 길이는 46mm이고, 몸무게는 36g이다. 종소명 "냐람멘시스(nyalamensis)"는 모식 산지 녜라무 현(냐람)을 의미하는 라틴어에서 유래했다.